# Saber Marionette J to X
Saber Marionette J to X (セイバーマリオネット J to X?, Seibā Marionetto Jei to Ekkusu) è una serie televisiva anime, quarto ed ultimo capitolo della serie Saber Marionette e seguito diretto della serie OAV Saber Marionette J Again.

## Trama
La storia è ambientata all'incirca un anno dopo la fine di Saber Marionette J Again e Otaru, Lime, Bloodberry e Cherry stanno conducendo una vita tranquilla e serena. Tuttavia nel loro destino compare un clone del malvagio Faust, che come l'originale è intenzionato a piegare il mondo alla propria volontà, aiutato dalle sue subordinate, le Saber Dolls. Ritornano anche i malvagi scienziati Yan di Xian e Dr. Hesse, aiutanti sottoposti di Faust, che in realtà portano avanti un proprio piano segreto. I due scienziati riusciranno a mettere le mani sulle marionette, facendo perdere loro la memoria.

## Doppiaggio
| Personaggio        | Doppiatore         |
| ------------------ | ------------------ |
| Bloodberry         | Akiko Hiramatsu    |
| Marine             | Maya Okamoto       |
| Lime               | Megumi Hayashibara |
| Otaru Mamiya       | Yuka Imai          |
| Cherry             | Yuri Shiratori     |
| Panther            | Emi Shinohara      |
| Faust              | Hikaru Midorikawa  |
| Mitsurugi Hanagata | Takehito Koyasu    |
| Tiger              | Urara Takano       |
| Luchs              | Yūko Mizutani      |
| Lorelei            | Yuri Amano         |

## Episodi
| Nº | Giapponese 「Kanji」 - Rōmaji                                                | In onda          | In onda |
| Nº | Giapponese 「Kanji」 - Rōmaji                                                | Giapponese       |         |
| 1  | 「あっちこっちで文明開花！」 - Acchi Kocchi de Bunmei Kaika!                 | 6 ottobre 1998   |         |
| 2  | 「だんじり合戦で、満願成就！」 - Tanjiri Kassen de, Manganjōju!              | 13 ottobre 1998  |         |
| 3  | 「父が出た出た父が出た！」 - Chichi ga Deta Deta Chichi ga Deta!             | 20 ottobre 1998  |         |
| 4  | 「セイバードールズの旅立ち」 - Saber Dolls no Tabidachi                      | 27 ottobre 1998  |         |
| 5  | 「しらたきは永遠の輝き」 - Shirataki wa Eien no Kagayaki                     | 3 novembre 1998  |         |
| 6  | 「２人の小樽！？恋のタイトロープ」 - Futari no Otaru!? Koi no Tightrope      | 10 novembre 1998 |         |
| 7  | 「ひとりぼっちの妖精」 - Hitoribocchi no Yōsei                               | 17 novembre 1998 |         |
| 8  | 「チェリーの子育て奮闘記」 - Cherry no Kosodate Funtōki                      | 24 novembre 1998 |         |
| 9  | 「みんなと森と鉄球と」 - Minna to Mori to Tekkyu to                          | 1º dicembre 1998 |         |
| 10 | 「おにぎりは平和の味！？」 - Onigiri wa Heiwa no Aji!?                       | 8 dicembre 1998  |         |
| 11 | 「おとこ小樽の落とし前！」 - Otoko Otaru no Otoshimae!                       | 15 dicembre 1998 |         |
| 12 | 「運命のヘブンズ・クロス」 - Unmei no Heaven's Cross                         | 22 dicembre 1998 |         |
| 13 | 「黒き野望、銀翼の巨人復活！！」 - Kuroki Yabō, Ginyoku no Kyojin Fukkatsu!! | 5 gennaio 1999   |         |
| 14 | 「ペア旅行は各駅停車!?」 - Pair Kyokū wa Kakueki Teisha!?                    | 12 gennaio 1999  |         |
| 15 | 「悠久の都・西安」 - Yūkyū no Miyako Seian                                   | 19 gennaio 1999  |         |
| 16 | 「翼なき鳥たち」 - Tsubasa Naki Toritachi                                    | 26 gennaio 1999  |         |
| 17 | 「それぞれの昨日と今日」 - Sorezore no Kinō to Kyō                           | 2 febbraio 1999  |         |
| 18 | 「プラズマ模様の空の下」 - Plasma Moyō no Sora no Shita                      | 9 febbraio 1999  |         |
| 19 | 「１／３の哀しみ」 - 1/3 no Kanashimi                                        | 16 febbraio 1999 |         |
| 20 | 「西安の雨は降り止まず」 - Seian no Ame wa Furiyamazu                        | 23 febbraio 1999 |         |
| 21 | 「紅蓮の終劇・緋色の目覚め」 - Guren no Owarigeki Hiiro no Mezame            | 2 marzo 1999     |         |
| 22 | 「叫び」 - Sakebi                                                            | 9 marzo 1999     |         |
| 23 | 「機械じかけの夢」 - Kikai Jikake no Yume                                    | 16 marzo 1999    |         |
| 24 | 「虹駆けし乙女たち」 - Niji Kakeshi Otometachi                               | 23 marzo 1999    |         |
| 25 | 「光…」 - Hikari...                                                          | 30 marzo 1999    |         |
| 26 | 「この空はどこまでも青く」 - Kono Sora wa Dokomademo Aoku                    | non trasmesso    |         |

## Colonna sonora
Sigla di apertura
- Proof of Myself cantata da Megumi Hayashibara

Sigle di chiusura
- Lively Motion cantata da Megumi Hayashibara (ep. 1-19, 21, 24)
- Kaze to Sora wo Koete cantata da Yuka Imai (ep. 20)
- Issho ni cantata da Megumi Hayashibara, Yuri Shiratori e Akiko Hiramatsu (ep. 26)